# Helvetinjärvi
Helvetinjärvi (hɛlvɛtinjærvi, „Pekelné jezero“), celým jménem Helvetinjärven kansallispuisto je národní park v západním Finsku v provincii Pirkanmaa nedaleko města Ruovesi. Byl založen roku 1982 a jeho současná rozloha je 49,8 km². Park představuje původní divoké lesy kraje Häme. Od 19. století je vyhledávaným cílem turistů. V parku je asi 40 km značených stezek.
Své jméno dostal po jednom z jezer na jeho území, Iso Helvetinjärvi („Velké pekelné jezero“), které se nalézá v severozápadním cípu parku. Nad jezerem se tyčí i největší atrakce parku, puklina Helvetinkolu. Nedaleko ní je známá turistická chata, ve které je ale zakázáno nocovat.
V jižní části parku je ještě jedna, menší puklina, Rontonhorha. Dalšími většími jezery v parku jsou Haukkajärvi, Luoma a Kovero.
Park disponuje dostatečným množstvím míst pro stanování a kempování s kvalitním zázemím. Zvláštností parku je to, že střed parku do něj vlastně nepatří. Na tomto území probíhá těžba dřeva. Velké parkoviště pro osobní automobily a karavany je nedaleko největšího jezera Haukkajärvi, kde je i velké tábořiště.
Nejjednodušeji se až do centra parku lze dostat ze silnice 66 z Ruovesi do Virratu.